# Prairies du Fouzon
Prairies du Fouzon este o arie protejată (arie de protecție specială avifaunistică — SPA) din Franța întinsă pe o suprafață de 1.693 ha, integral pe uscat.

## Localizare
Centrul sitului Prairies du Fouzon este situat la coordonatele 47°15′30″N 1°28′00″E / 47.25833°N 1.46667°E.

## Înființare
Situl Prairies du Fouzon a fost declarat arie de protecție specială avifaunistică în baza directivei 79/409 din 1979 referitoare la conservarea păsărilor sălbatice pentru a proteja 9 specii de animale.

## Biodiversitate
Situată în ecoregiunea atlantică, aria protejată nu include niciun habitat protejat.
La baza desemnării sitului se află mai multe specii protejate de  păsări (9): pescăruș albastru (Alcedo atthis), erete vânăt (Circus cyaneus), cristeiul de câmp (Crex crex), sfrâncioc roșiatic (Lanius collurio), gaia neagră (Milvus migrans), culic mare (Numenius arquata), vultur pescar (Pandion haliaetus), viespar (Pernis apivorus), chiră de baltă (Sterna hirundo)
Pe lângă speciile protejate, pe teritoriul sitului au mai fost identificate 3 specii de păsări.